# Free Breakfast for Children

Free Breakfast for Children ou Free Breakfast for School Children Program (programme de petit-déjeuner gratuit pour les écoliers) a été un programme de service communautaire géré par le Black Panther Party comme une première manifestation de la mission sociale envisagée par les fondateurs, Huey P. Newton et Bobby Seale, avec la fondation de l'école communautaire d'Oakland, en Californie, qui fournit une éducation de haut niveau à 150 enfants des quartiers urbains pauvres. Inspirés par la recherche contemporaine sur le rôle essentiel du petit-déjeuner pour une scolarité optimale, les Black Panthers cuisinent et servent de la nourriture à la jeunesse pauvre du centre-ville.

## Histoire
Lancé en janvier 1969 à l'église Saint-Augustin d'Oakland, le programme devient si populaire qu'à la fin de l'année les Black Panthers ouvrent des cuisines dans des villes à travers les États-Unis, nourrissant plus de 10 000 enfants chaque jour avant d'aller à l'école.
Le programme devient l'activité organisationnelle centrale du groupe. Sa portée et son succès dans un si grand nombre de collectivités mettent en évidence les insuffisances des programmes de repas du gouvernement fédéral alors en difficulté et sous-financés dans les écoles publiques du pays. Bon nombre de ces programmes ont lieu dans des quartiers à prédominance noire, mais servent également des enfants d'une autre origine ethnique. Malgré ses succès, les autorités fédérales tentent de discréditer et de faire dérailler le programme. Entre autres actions, les autorités effectuent des descentes sur les lieux du programme pendant que les enfants mangent.
Comme le montre un documentaire de 2015, The Black Panthers: Vanguard of the Revolution (en), c'est Huey P. Newton, à sa sortie de prison en 1970, qui revitalise le programme en tant qu'action sociale clé pour les Black Panthers d'Oakland. En exil en Algérie, Eldridge Cleaver proteste en indiquant que donner la priorité au programme dilue la véritable mission du Black Panther Party, qui selon lui doit rester une opposition politique par « tous les moyens nécessaires » aux pratiques du gouvernement américain, concrétisant ainsi un schisme dans la direction du Black Panther Party entre Cleaver et les factions de Newton, ce qui conduit finalement à sa disparition.

## Programmes de survie
Le programme a été l'un des plus de 60 programmes sociaux communautaires créés par le Black Panther Party. Ils sont renommés Survival Programs (programme de survie) en 1971. Ceux-ci sont gérés par des membres du parti sous le slogan Survival pending revolution (survie en attente de révolution). Un autre programme de survie lancé par le Black Panther Party est qualifié d'« autodéfense médicale » avec la création de cliniques et de leurs propres services d'ambulance. D'autres programmes de survie incluent des centres de développement pour enfants, des vêtements gratuits, du transport gratuit en bus vers les prisons, du logement gratuit en coopérative, des ambulances gratuites, etc.

## Chicago
Fred Hampton, chef de la section locale de Chicago, aide à organiser un certain nombre de programmes communautaires. Ceux-ci comprennent cinq programmes différents de petit-déjeuner dans le West Side, un centre médical gratuit, un programme de services de santé porte à porte (qui propose des tests de dépistage de la drépanocytose) et des collectes de sang pour le Cook County Hospital (en). Le parti de Chicago contacte également les gangs locaux pour réparer leurs actes, les éloigner du crime et les intégrer à la lutte des classes. Ces efforts rencontrent un grand succès, et l'audience ainsi que le contingent organisé par Hampton se développe de jour en jour.